# Вазописець диносів

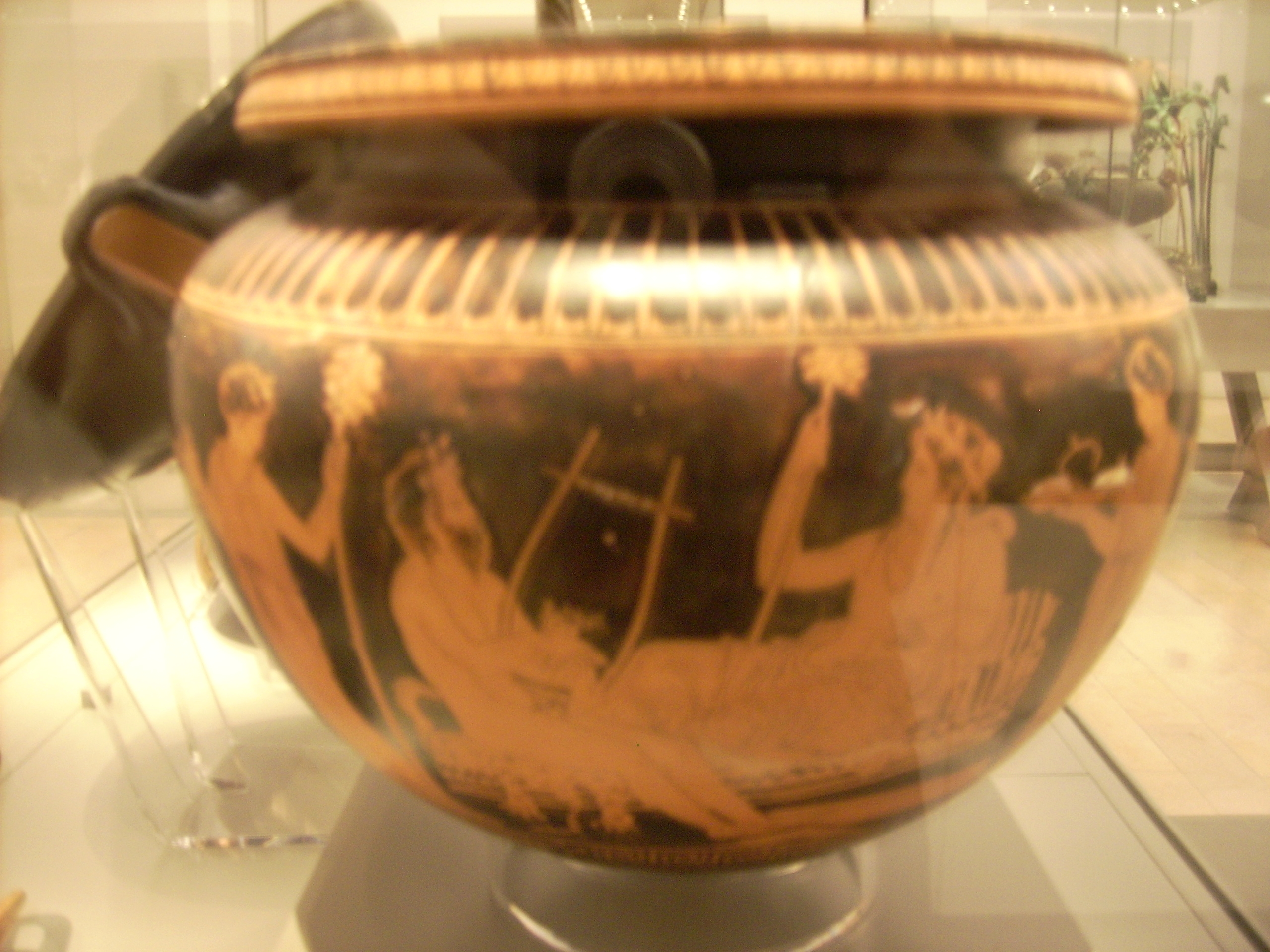
Іменна ваза Вазописця діносів — динос Діоніс на відпочинку

Вазописець диносів — анонімний давньогрецький аттичний вазописець, працював у другій половині V століття до н.е.
Вазописець диносів був представником художньої традиції червонофігурного вазопису іншого анонімного Вазописця Клеофона. Він стояв на переході між високим класичним і пізнім класичним мистецтвом. Його твори започаткували інтерес аттичних вазописців до епічних сцен.
Здебільшого він зображував одну-дві фігури в центрі вази, фризові орнаменти, характерні для більш ранніх періодів вазопису, відсутні. Загалом Вазописець диносів вважається одним з фундаторів, так званого розкішного стилю. До його інновацій відносять також використання білого кольору для зображення фігури Ероса, що пізніше стало традицією.
Серед найвідоміших робіт Вазописця диносів — Стамнос із менадами, Кратер зі сценою Відплиття аргонавтів, кілікс-кратер із зображенням Тесея та Прометея, арібал із фігурою жінки. Його іменна ваза — динос, який зображує спочиваючого Діоніса.